# 大黄花堇菜
大黄花堇菜（学名：Viola muehldorfii）为堇菜科堇菜属的植物。分布于俄罗斯、朝鲜以及中国大陆的黑龙江省等地，生长于海拔200米至900米的地区，多生于针阔混交林林下、林缘腐殖质较丰富的湿润土壤上以及溪边，目前尚未由人工引种栽培。